# Paolo
Paolo, também conhecido como Paolo Luna, é um cantor ítalo-brasileiro de música romântica. Ele nasceu em Milão e se radicou em São Paulo desde os 10 anos.
O single Te Amo Tanto, gravado junto com a cantora brasileira Claudia Leitte em 2018 para a trilha sonora da telenovela brasileira Orgulho e Paixão atingiu a primeira posição da parada musical Billboard Brasil Regional Rio de Janeiro Hot Songs

## Músicas em Trilhas-sonoras
| Ano  | Música               | Trilha-Sonora               | Info | Ref.  |
| ---- | -------------------- | --------------------------- | --- | ----- |
| 2003 | “Noche de Ronda”     | Novela Mulheres Apaixonadas | Tema da personagem Helena | [ 3 ] |
| 2005 | "Quando Ti Penso"    | Novela Belíssima            | | [ 4 ] |
| 2006 | "Al Di Là"           | Novela Alma Gêmea           | | [ 5 ] |
| 2011 | “Malafemmena”        | novela “Passione”           | - regravou a música, m clássico italiano a pedido do diretor Silvio de Abreu - foi tema do casal Totó (Tony Ramos) e Clara (Mariana Ximenes) na novela “Passione” | [ 6 ] |
| 2012 | "Tanta Coisa"        | novela Avenida Brasil       | - Tema de Dakson e Tessália | [ 6 ] |
| 2017 | "Uma pessoa como eu" | novela A Força do Querer    | - Tema de Eugênio e Joyce |       |
| 2018 | Te Amo Tanto         | novela Orgulho e Paixão     | - dueto com Claudia Leitte - atingiu a primeira posição da parada musical Billboard Brasil Regional Rio de Janeiro Hot Songs                                      | [ 2 ] |
| 2019 | “Cadê o Amor”        | Novela “A Dona do Pedaço”   | - dueto com Kell Smith, para a novela “A Dona do Pedaço” | [ 7 ] |

## Discografia
- 2001 - Música Brasiliana (como "Paolo Luna")
- 2002 - Paolo (como "Paolo Luna")
- 2004 - Pescador de Promessas (como "Paolo Luna")
- 2005 - ... Bella Principessa (como "Paolo Luna")
- 2006 - Temas Italianos de Novelas - Acústico (como "Paolo Luna")
- 2007 - Da Cor do Teu Olhar
- 2008 - Esse É o Som
- 2009 - Me Queira Bem
- 2010 - Uma Pessoa como Eu
- 2012 - Tanta Coisa
- 2013 - Amore Perfetto
- 2016 - 15 Anos de Sonhos e Canções (ao vivo)